# 荒尾干潟
荒尾干潟（日语：／）是日本熊本縣荒尾市的泥灘（干潟），為拉姆薩公約登錄地。

## 概要
有明海中央部東側是最寬達3.2公里、長9.1公里、面積約1656公頃的干潟，佔日本全體干潟面積40％。位在其中的荒尾干潟沒有流入大型河川，只靠潮流帶來的土砂與貝殻堆積而成。與有明海其他干潟相比，砂與貝殻較多，泥濘少，可直接行走於沿岸。此處可見多毛綱、貝類、小型甲殻類棲息，也是鷸、鴴及黑面琵鷺等眾多候鳥的中繼地、度冬地。除此之外，海苔養殖及捕蛤仔也十分興盛。
過去沿岸地帶設有荒尾第二海水浴場，並新設南荒尾站服務遊客，但高度成長期水質惡化後，海水浴場關閉。現在水質已逐漸改善。
干潟的荒尾海岸旁有綿延約2.6公里的松林。每年夏季荒尾市在此舉辦釣穴蝦蛄大會。
環境省將此地指定為國指定鳥獸保護區特別保護地區，2012年7月登錄拉姆薩公約。

## 荒尾干潟的生物

### 鳥類
荒尾干潟是重要的候鳥棲息地。秋季可見東方環頸鴴、黃足鷸、灰斑鴴、紅胸濱鷸、反嘴鷸、蒙古沙鴴等鳥類，冬季有黑腹濱鷸、東方環頸鴴，春季則有斑尾鷸、黃足鷸、灰斑鴴等。東方環頸鴴是唯一在荒尾市繁殖的鳥類，為該市市鳥。
2008年環境省實施的春季調查，荒尾干潟的荒尾海岸有6492隻鴴、鷸類到達，數量位居日本全國第二。
此外，此地也是列入環境省紅皮書瀕危物種ⅠB類的黑面琵鷺、瀕危物種Ⅱ類的翹鼻麻鴨、黑嘴鷗等眾多稀有候鳥的重要度冬地。

### 底棲生物
河流帶來的泥沙富含有機質，在反覆漲退潮露出淹沒的過程中與海水攪拌混合。擁有豐富有機質的海水養育著海草和無數的浮游生物，並成為海藻和雙殼類等底棲生物的食物來源，接著成為鴴、鷸類的捕食對象。棲生物的活動也淨化了水質。
- 穴蝦蛄（日语：アナジャコ） - 有明海稱「マジャク」，是該市特產品[4]。
- 牛角江珧蛤 - 因環境變化數量逐漸減少。
- 稚兒蟹（日语：チゴガニ）
- 蟄龍介蟲

## 交通方式
地點為熊本縣荒尾市荒尾27
- 九州旅客鐵道（JR九州）鹿兒島本線荒尾站步行20分
- 九州自動車道南關交流道經熊本縣道29號（日语：熊本県道29号荒尾南関線）30分

## 外部連結
- 拉姆薩公約濕地　荒尾干潟 （页面存档备份，存于）　環境省九州地方環境事務所